# 中有，部分真實的偽記事
《中有，部分真實的偽記事》（西班牙語：Bardo, falsa crónica de unas cuantas verdades）是一部2022年墨西哥史詩黑色喜劇劇情片，由阿利安卓·崗札雷·伊納利圖執導並與尼可拉斯·賈柯柏尼合作編劇，丹尼爾·吉曼奈茲·卡丘和葛蕾斯達·希希利尼主演；講述一位記者兼紀錄片導演返回家鄉墨西哥，開始冒著生命危險工作，同時應對自己身份、家庭關係和內在的缺陷。
《中有，部分真實的偽記事》2022年9月1日在第79屆威尼斯影展上首映並角逐金獅獎，2022年10月27日在墨西哥院線上映，2022年12月16日在Netflix全球上線。外界對本片褒貶不一，影評人讚賞電影攝影，但詬病劇本寫作及片長。

## 演員
- 丹尼爾·吉曼奈茲·卡丘（西班牙语：Daniel Giménez Cacho）飾演席維里歐·伽馬（Silverio Gama）
- 葛蕾斯達·希希利尼（西班牙语：Griselda Siciliani）飾演露西亞·伽馬（Lucía Gama）
- 希梅娜·拉馬德里（西班牙语：Ximena Lamadrid）飾演卡蜜拉·伽馬（Camila Gama）
- 伊克爾·桑切斯·索拉諾（Iker Sanchez Solano）飾演羅倫佐·伽馬（Lorenzo Gama）
- 安德烈斯·艾梅達（Andrés Almeida）飾演馬丁（Martin）
- 弗朗西斯·盧比奧（西班牙语：Francisco Rubio (actor)）飾演路易斯（Luis）
- 葛蘭森·科爾曼（Grantham Coleman）飾演CNN記者

## 製作

### 發展
2020年3月22日，據報導，阿利安卓·崗札雷·伊納利圖將編劇、導演和製片的新片預定在墨西哥拍攝，布拉福德·揚擔任攝影指導，帕特里斯·弗米特任職美術指導。2021年3月9日，葛蕾斯達·希希利尼簽約演出；葛蘭森·科爾曼（Grantham Coleman）在同年7月加入演出陣容。

### 拍攝
電影的主要拍攝2021年3月3日在墨西哥城展開，攝影指導改為達呂斯·康第，歐亨尼奧·卡巴萊羅則擔任美術指導。劇組計劃在首都的其他地點和丘魯布斯科製片廠拍攝為期五個月。
2021年3月4日，劇組在墨西哥城历史中心拍片期間，一名路人因毆打一名製片保全人員而被捕。2021年9月，據報導該片已完成製作。

### 後期製作
本片在第79屆威尼斯影展首映後，伊納利圖仍持續投入剪輯工作，「直到正式上映」為止。電影2022年9月下旬在第70屆聖賽巴斯提安國際影展上放映的版本在沒有字幕的情況下達152分鐘，比在威尼斯和特柳賴德影展放映的版本短了22分鐘。最終在Netflix上的正式片長（含片尾名單）為160分鐘。

## 發行
《中有，部分真實的偽記事》2022年9月1日登上第79屆威尼斯影展的「正式競賽片」舉行全球首映並角逐金獅獎。之後，2022年10月27日在墨西哥院線上映，2022年11月3日在AFI影展舉行美國首映，11月4日在美國有限上映，12月16日在Netflix全球上線。

## 反響
《中有，部分真實的偽記事》在影評界褒貶不一，被普遍批評過於自我放縱及自命不凡。在評論匯總網站爛番茄上，電影根據107條評論（64條好評，43條差評）而持有60%的新鮮度，平均得分為6.3／10。該網站共識：「《中有，部分真實的偽記事》左搖右晃地在才華橫溢和純粹的自我放縱之間徘徊，私人到門檻過高。」在Metacritic上根據34位影評人（10條好評，21條褒貶不一，3條差評）而獲得53分，代表「好壞兩極分化的評價」。

## 另見
- 第95屆奥斯卡最佳國際影片角逐名單
- 墨西哥電影提名奧斯卡最佳國際影片獎競賽列表

## 外部連結
- 互联网电影数据库（IMDb）上《中有，部分真實的偽記事》的资料（英文）